# Szychowice
Szychowice (prononciation : [ʂɨxɔˈvit͡sɛ]) est un village polonais de la gmina de Mircze dans le powiat de Hrubieszów de la voïvodie de Lublin dans l'est de la Pologne, à la frontière avec l'Ukraine.
Il se situe à environ 7 kilomètres au nord-est de Mircze (siège de la gmina), 17 kilomètres au sud-est de Hrubieszów (siège du powiat) et 118 kilomètres au sud-est de Lublin (capitale de la voïvodie).
Le village comptait approximativement une population de 220 habitants en 2006.

## Histoire
Au cours de la Seconde Guerre mondiale, en mars 1944, Szychowice a été l'un des centaines de lieux attaqués par des partisans polonais dans des actes de nettoyage ethnique contre la population de souche ukrainienne. 8 villageois ont été sauvagement assassinés et 150 maisons détruites.
De 1975 à 1998, le village est attaché administrativement à la voïvodie de Zamość.
Depuis 1999, il fait partie de la voïvodie de Lublin.